# Oben ohne (Film)
Oben ohne (internationaler englischsprachiger Titel Where You Find Me) ist ein Filmdrama von Willi Andrick, Juan Bermúdez, Isis Rampf und Anna Schröder. Der Film mit Thea Ehre, Deniz Arora, Paula Essam und Isabella Krieger in den Hauptrollen feierte im März 2025 beim London LGBTQIA+ Film Festival seine Premiere.

## Handlung
Beatrice, angehende Gynäkologin, entflieht der stressigen Klinik, indem sie ihre Grenzen in einem kinky Club austestet. Dort lernt sie die selbstbewusste Clubmanagerin Alex kennen. Alex erwartet mit ihrer Partnerin ein Kind und pendelt zwischen Nachtleben und Familie, bis eine Bußgeldforderung alles auf den Kopf stellt. Ihr wird die Erregung öffentlichen Ärgernisses vorgeworfen, da sie sich mit entblößten Brüsten im Park sonnte. Wenn sie nicht zahlt, muss sie in  Erzwingungshaft. Sie muss sich entscheiden, ob sie die Strafe zahlt oder aus Prinzip für ihr Recht ins Gefängnis geht, während Beatrice sich mit Krankheit und Tod ihrer Tante konfrontiert sieht.

## Produktion

### Regie und Drehbuch
Regie führten Willi Andrick, Juan Bermúdez, Isis Rampf und Anna Schröder, die gemeinsam mit Julia Goldsby auch das Drehbuch schrieben. Sie lernten sich an der Internationalen Filmschule Köln kennen. Andrick studierte vor seinem Master-Abschluss an der ifs im Jahr 2023 Philosophie und Literaturwissenschaft in Leipzig, Potsdam und Berlin und promovierte über psychologische Ästhetik. Zudem war er als Regieassistent bei Theaterproduktionen und Dokumentarfilmen tätig. Der Kolumbianer Bermúdez zog nach dem Abschluss seines Filmstudiums an der Blackmaria Filmschule in Bogotá nach Polen, um seine Regiekarriere an der Warschauer Filmschule fortzusetzen. Er schrieb mehrere Kurzfilme, bei denen er auch Regie führte. Rampf studierte Literatur-, Kunst- und Medienwissenschaften in Konstanz, Cork und Potsdam, arbeitete in dieser Zeit in verschiedenen Filmredaktionen und -produktionsfirmen und begann später eigene Video- und Filmarbeiten zu entwickeln und zu inszenieren. Schröder ist Absolventin der Drehbuchwerkstatt München und war zudem Stipendiatin des 1st-Movie-Programms der Hochschule für Fernsehen und Film München.

### Besetzung und Dreharbeiten
Isabella Krieger spielt die Gynäkologin Beatrice, Thea Ehre die Clubmanagerin Alex, Paula Essam deren Partnerin Lucia und Deniz Arora Ernie. In weiteren Rollen sind Jens-Uwe Bogadtke als Jürgen, die Deutsch-Polin Pola Geiger als Masha sowie Nico Dinkel und der Schweizer Mario Fuchs als Beamten-Duo zu sehen.
Die Dreharbeiten fanden von Anfang März bis Ende Mai 2023 in Berlin statt. Als Kamerafrau fungierte Elisabeth Börnicke.

### Veröffentlichung
Die Premiere des Films fand am 21. März 2025 beim London LGBTQIA+ Film Festival statt. Die Deutschlandpremiere erfolgte im April 2025 beim Achtung Berlin Festival.